# Lista siturilor arheologice din județul Dâmbovița - V
Lista siturilor arheologice din județul Dâmbovița - V conține toate siturile arheologice din județul Dâmbovița înscrise în Repertoriul Arheologic Național (RAN) și aflate în localități al căror nume începe cu litera V. RAN este administrat de Ministerul Culturii și Patrimoniului Național și cuprinde date științifice, cartografice, topografice, imagini și planuri, precum și orice alte informații privitoare la zonele cu potențial arheologic, studiate sau nu, încă existente sau dispărute.
Puteți căuta un sit din localitățile care încep cu litera V folosind formularul de mai jos sau puteți naviga prin toate siturile din județ la Lista siturilor arheologice din județul Dâmbovița.
| Cod RAN                                   | Denumire | Localitate                                    | Adresă                              | Datare                       | Descoperit | Coordonate                                    | Imagine           | Erori            |
| ----------------------------------------- | --- | --------------------------------------------- | ----------------------------------- | ---------------------------- | ---------- | --------------------------------------------- | ----------------- | ---------------- |
| 69535.01.01 (Cod LMI: DB-I-s-A-17160)     | Cetatea de pământ de la Voinești - "Cetate" / ansamblu anonim (Categorie: locuire civilă) (Tip: Cetate) | sat Voinești, comuna Voinești                 | Cetate                              | Dridu sec. VIII-X            | 1965       | 45°05′00″N 25°14′30″E / 45.08333°N 25.24167°E | Încărcați imagine | Raportați eroare |
| 69535.01.02 (Cod LMI: DB-I-s-A-17160)     | Cetatea de pământ de la Voinești - "Cetate" / ansamblu anonim (Categorie: locuire civilă) (Tip: Cetate de pământ) | sat Voinești, comuna Voinești                 | Cetate                              | sec. VI-VII                  | 1965       | 45°05′00″N 25°14′30″E / 45.08333°N 25.24167°E | Încărcați imagine | Raportați eroare |
| 69535.01.03 (Cod LMI: DB-I-s-A-17160)     | Cetatea de pământ de la Voinești - "Cetate" / ansamblu anonim (Categorie: locuire civilă) (Tip: Așezare) | sat Voinești, comuna Voinești                 | Cetate                              | sec. II-III                  | 1965       | 45°05′00″N 25°14′30″E / 45.08333°N 25.24167°E | Încărcați imagine | Raportați eroare |
| 69152.01.01 (Cod LMI: DB-I-s-B-17144)     | Necropola din epoca bronzului de la Valea Lungă Ogrea - "Poiana Dracilor" / ansamblu anonim (Categorie: descoperire funerară) (Tip: Necropolă)                                                                        | sat Valea Lungă Ogrea, comuna Valea Lungă     | Poiana Dracilor                     |                              |            |                                               | Încărcați imagine | Raportați eroare |
| 66946.01.01 (Cod LMI: DB-I-s-B-17143)     | Așezarea Gumelnița de la Vadu Stanchii - "Măgura" / ansamblu anonim (Categorie: locuire civilă) (Tip: Tell) | sat Vadu Stanchii, comuna Corbii Mari         | Măgura                              | Gumelnița                    |            |                                               | Încărcați imagine | Raportați eroare |
| 69269.01.01 (Cod LMI: DB-I-s-B-17145)     | Așezarea din epoca bronzului de la Văcărești - "Băjești" / ansamblu anonim (Categorie: locuire civilă) (Tip: Așezare)                                                                                                 | sat Văcărești, comuna Văcărești               | Băjești                             |                              |            |                                               | Încărcați imagine | Raportați eroare |
| 69269.02.01 (Cod LMI: DB-I-m-A-17146.02)  | Situl arheologic medieval de la Văcărești - "Beci" / ansamblu anonim (Categorie: locuire) (Tip: Conac) | sat Văcărești, comuna Văcărești               | Beci                                |                              |            |                                               | Încărcați imagine | Raportați eroare |
| 69269.02.02 (Cod LMI: DB-I-m-A-17146.01)  | Situl arheologic medieval de la Văcărești - "Beci" / ansamblu anonim (Categorie: locuire) (Tip: Biserică) | sat Văcărești, comuna Văcărești               | Beci                                |                              |            |                                               | Încărcați imagine | Raportați eroare |
| 69269.03.01 (Cod LMI: DB-I-s-B-17147)     | Situl arheologic de la Văcărești - "Broșteni" / ansamblu anonim (Categorie: locuire civilă) (Tip: Așezare) | sat Văcărești, comuna Văcărești               | Broșteni                            | sec. IV                      |            |                                               | Încărcați imagine | Raportați eroare |
| 69269.03.02 (Cod LMI: DB-I-s-B-17147)     | Situl arheologic de la Văcărești - "Broșteni" / ansamblu anonim (Categorie: locuire civilă) (Tip: Siliște) | sat Văcărești, comuna Văcărești               | Broșteni                            |                              |            |                                               | Încărcați imagine | Raportați eroare |
| 69269.04.01 (Cod LMI: DB-I-s-B-17148)     | Așezarea medievală de la Văcărești - "Ferma IAS" / ansamblu Siliștea satului Băjești (Categorie: locuire civilă) (Tip: Așezare)                                                                                       | sat Văcărești, comuna Văcărești               | Ferma IAS                           | sec. XV - XVIII              |            |                                               | Încărcați imagine | Raportați eroare |
| 69312.03.01 (Cod LMI: DB-I-m-B-17149.02)  | Situl arheologic de la Văleni-Dâmbovița - "Mâzgana - Poiana Tomii" / ansamblu anonim (Categorie: locuire civilă) (Tip: Așezare)                                                                                       | sat Văleni-Dâmbovița, comuna Văleni-Dâmbovița | Mâzgana - Poiana Tomii              |                              |            |                                               | Încărcați imagine | Raportați eroare |
| 69312.03.02 (Cod LMI: DB-I-m-B-17149.01)  | Situl arheologic de la Văleni-Dâmbovița - "Mâzgana - Poiana Tomii" / ansamblu anonim (Categorie: locuire civilă) (Tip: Siliște)                                                                                       | sat Văleni-Dâmbovița, comuna Văleni-Dâmbovița | Mâzgana - Poiana Tomii              |                              |            |                                               | Încărcați imagine | Raportați eroare |
| 69312.03.03 (Cod LMI: DB-I-s-B-17149)     | Situl arheologic de la Văleni-Dâmbovița - "Mâzgana - Poiana Tomii" / ansamblu anonim (Categorie: locuire civilă) (Tip: Necropolă tumulară)                                                                            | sat Văleni-Dâmbovița, comuna Văleni-Dâmbovița | Mâzgana - Poiana Tomii              |                              |            |                                               | Încărcați imagine | Raportați eroare |
| 69312.02.01 (Cod LMI: DB-I-s-B-17150)     | Așezarea Dridu de la Văleni-Dâmbovița - "Proprietatea Victor Marinescu" / ansamblu anonim (Categorie: locuire civilă) (Tip: Așezare)                                                                                  | sat Văleni-Dâmbovița, comuna Văleni-Dâmbovița | Proprietatea Victor Marinescu       | Dridu sec. VIII - X          |            |                                               | Încărcați imagine | Raportați eroare |
| 65404.01.01 (Cod LMI: DB-I-s-B-17151)     | Așezarea Tei de la Viforâta - "Cărămidărie" / ansamblu anonim (Categorie: locuire civilă) (Tip: Așezare) | sat Viforâta, comuna Aninoasa                 | La "Cărămidărie", punct Cărămidărie | Tei                          |            |                                               | Încărcați imagine | Raportați eroare |
| 69349.01.01 (Cod LMI: DB-I-m-B-17152.02)  | Situl arheologic de la Vișina - "La Grădini" / ansamblu anonim (Categorie: locuire civilă) (Tip: Așezare) | sat Vișina, comuna Vișina                     | La Grădini                          | Glina                        |            |                                               | Încărcați imagine | Raportați eroare |
| 69349.01.02 (Cod LMI: DB-I-m-B-17152.03)  | Situl arheologic de la Vișina - "La Grădini" / ansamblu anonim (Categorie: locuire civilă) (Tip: Așezare) | sat Vișina, comuna Vișina                     | La Grădini                          | Tei                          |            |                                               | Încărcați imagine | Raportați eroare |
| 69349.01.03 (Cod LMI: DB-I-m-B-17152.01)  | Situl arheologic de la Vișina - "La Grădini" / ansamblu anonim (Categorie: locuire civilă) (Tip: Așezare) | sat Vișina, comuna Vișina                     | La Grădini                          | sec. IV                      |            |                                               | Încărcați imagine | Raportați eroare |
| 69349.02.01 (Cod LMI: DB-I-m-B-17153.02)  | Așezarea din epoca bronzului de la Vișina - "La Magazii" / ansamblu anonim (Categorie: locuire civilă) (Tip: Așezare)                                                                                                 | sat Vișina, comuna Vișina                     | La Magazii                          | Tei                          |            |                                               | Încărcați imagine | Raportați eroare |
| 69349.02.02 (Cod LMI: DB-I-m-B-17153.01)  | Așezarea din epoca bronzului de la Vișina - "La Magazii" / ansamblu anonim (Categorie: locuire civilă) (Tip: Așezare)                                                                                                 | sat Vișina, comuna Vișina                     | La Magazii                          | geto-dacică                  |            |                                               | Încărcați imagine | Raportați eroare |
| 69349.03.01 (Cod LMI: DB-I-s-B-20223)     | Așezarea eneolitică de la Vișina - "Măgura" / ansamblu anonim (Categorie: locuire civilă) (Tip: Așezare) | sat Vișina, comuna Vișina                     | Măgura                              | Gumelnița                    |            |                                               | Încărcați imagine | Raportați eroare |
| 69349.05.01 (Cod LMI: DB-I-m-B-17155.01)  | Situl arheologic de la Vișina - "Pădurea Ceretu" / ansamblu anonim (Categorie: locuire civilă) (Tip: Așezare) | sat Vișina, comuna Vișina                     | Pădurea Ceretu                      | sec. III - IV                |            |                                               | Încărcați imagine | Raportați eroare |
| 69349.05.02 (Cod LMI: DB-I-m-B-17155.02)  | Situl arheologic de la Vișina - "Pădurea Ceretu" / ansamblu anonim (Categorie: locuire civilă) (Tip: Așezare) | sat Vișina, comuna Vișina                     | Pădurea Ceretu                      | sec.II-I a. Ch.              |            |                                               | Încărcați imagine | Raportați eroare |
| 69349.05.03 (Cod LMI: DB-I-m-B-17155.03)  | Situl arheologic de la Vișina - "Pădurea Ceretu" / ansamblu anonim (Categorie: locuire civilă) (Tip: Așezare) | sat Vișina, comuna Vișina                     | Pădurea Ceretu                      | sec.IV-III a.Ch              |            |                                               | Încărcați imagine | Raportați eroare |
| 69349.06.01 (Cod LMI: DB-I-m-B-17154.02)  | Situl arheologic de la Vișina - "Pădurea Vișina" / ansamblu anonim (Categorie: locuire civilă) (Tip: Așezare) | sat Vișina, comuna Vișina                     | Pădurea Vișina                      | Tei                          |            |                                               | Încărcați imagine | Raportați eroare |
| 69349.06.02 (Cod LMI: DB-I-m-B-17154.01)  | Situl arheologic de la Vișina - "Pădurea Vișina" / ansamblu anonim (Categorie: locuire civilă) (Tip: Așezare) | sat Vișina, comuna Vișina                     | Pădurea Vișina                      | sec. XV - XVI                |            |                                               | Încărcați imagine | Raportați eroare |
| 69349.07.01 (Cod LMI: DB-I-s-B-20224)     | Așezarea medievală de la Vișina - "Satul vechi" / ansamblu anonim (Categorie: locuire civilă) (Tip: Așezare) | sat Vișina, comuna Vișina                     | Satul vechi                         | sec. XV - XVIII              |            |                                               | Încărcați imagine | Raportați eroare |
| 101895.01.01 (Cod LMI: DB-I-m-B-17156.02) | Situl arheologic de la Vizurești - "Măgura" / ansamblu anonim (Categorie: locuire civilă) (Tip: Așezare) | sat Vizurești, comuna Ciocănești              | Măgura                              | Gumelnița                    |            |                                               | Încărcați imagine | Raportați eroare |
| 101895.01.02 (Cod LMI: DB-I-m-B-17156.01) | Situl arheologic de la Vizurești - "Măgura" / ansamblu anonim (Categorie: locuire civilă) (Tip: Așezare) | sat Vizurești, comuna Ciocănești              | Măgura                              | Tei                          |            |                                               | Încărcați imagine | Raportați eroare |
| 101895.02.01 (Cod LMI: DB-I-m-B-17157.02) | Situl arheologic de la Vizurești - "Morcilă" / ansamblu anonim (Categorie: locuire civilă) (Tip: Tell) | sat Vizurești, comuna Ciocănești              | Morcilă                             | Gumelnița                    |            |                                               | Încărcați imagine | Raportați eroare |
| 101895.02.02 (Cod LMI: DB-I-m-B-17157.01) | Situl arheologic de la Vizurești - "Morcilă" / ansamblu anonim (Categorie: locuire civilă) (Tip: Așezare) | sat Vizurești, comuna Ciocănești              | Morcilă                             | geto-dacică sec. II-I a.Chr. |            |                                               | Încărcați imagine | Raportați eroare |
| 68510.01.01 (Cod LMI: DB-I-m-B-17158.02)  | Situl arheologic de la Vlăsceni - "Măgura" / ansamblu anonim (Categorie: locuire civilă) (Tip: Așezare) | sat Vlăsceni, comuna Potlogi                  | Măgura                              | Gumelnița                    |            |                                               | Încărcați imagine | Raportați eroare |
| 68510.01.02 (Cod LMI: DB-I-m-B-17158.01)  | Situl arheologic de la Vlăsceni - "Măgura" / ansamblu anonim (Categorie: locuire civilă) (Tip: Așezare) | sat Vlăsceni, comuna Potlogi                  | Măgura                              |                              |            |                                               | Încărcați imagine | Raportați eroare |
| 68510.01.03 (Cod LMI: DB-I-s-B-17158)     | Situl arheologic de la Vlăsceni - "Măgura" / ansamblu anonim (Categorie: locuire civilă) (Tip: Siliște) | sat Vlăsceni, comuna Potlogi                  | Măgura                              | sec. XVII                    |            |                                               | Încărcați imagine | Raportați eroare |
| 68510.02.01 (Cod LMI: DB-I-s-B-17159)     | Necropola din epoca bronzului de la Vlăsceni - "Puțul lui Boteanu" / ansamblu anonim (Categorie: descoperire funerară) (Tip: Necropolă tumulară)                                                                      | sat Vlăsceni, comuna Potlogi                  | Puțul lui Boteanu                   |                              |            |                                               | Încărcați imagine | Raportați eroare |
| 69312.01.01                               | Tumulul din epoca bronzului de la Văleni - "Capul Plaiului" / ansamblu anonim (Categorie: descoperire funerară) (Tip: Tumul)                                                                                          | sat Văleni-Dâmbovița, comuna Văleni-Dâmbovița | Capul Plaiului                      |                              | 1999       |                                               | Încărcați imagine | Raportați eroare |
| 65404.02.01                               | Situl arheologic Dealul Mărureni - "Viforâta" / ansamblu anonim (Categorie: locuire civilă) (Tip: așezare) | sat Viforâta, comuna Aninoasa                 | Dealul Mărureni                     | Tei                          |            |                                               | Încărcați imagine | Raportați eroare |
| 65404.02.02                               | Situl arheologic Dealul Mărureni - "Viforâta" / ansamblu anonim (Categorie: locuire civilă) (Tip: așezare) | sat Viforâta, comuna Aninoasa                 | Dealul Mărureni                     | geto-dacică sec. II-I a.Chr  |            |                                               | Încărcați imagine | Raportați eroare |
| 65404.03.01                               | Așezarea eneolitică de la Viforâta - "Transformator" / ansamblu anonim (Categorie: locuire civilă) (Tip: Așezare) | sat Viforâta, comuna Aninoasa                 | Transformator                       | Gumelnița                    |            |                                               | Încărcați imagine | Raportați eroare |
| 65404.04.01 (Cod LMI: DB-II-a-A-17760)    | Ansamblul mănăstirii Viforâta / ansamblu anonim (Categorie: structură de cult/religioasă) (Tip: Zid de incintă) | sat Viforâta, comuna Aninoasa                 |                                     | 1712-1713                    |            |                                               | Încărcați imagine | Raportați eroare |
| 65404.04.02 (Cod LMI: DB-II-a-A-17760)    | Ansamblul mănăstirii Viforâta / ansamblu Sf. Gheorghe (Categorie: structură de cult/religioasă) (Tip: Biserică) | sat Viforâta, comuna Aninoasa                 |                                     |                              |            |                                               | Încărcați imagine | Raportați eroare |
| 65404.05.01 (Cod LMI: DB-II-a-A-17757)    | Mănăstirea Dealu de la Viforâta / ansamblu Sf. Nicolae (Categorie: construcție de cult) (Tip: Biserică) | sat Viforâta, comuna Aninoasa                 |                                     | 1495-1508                    |            |                                               | Încărcați imagine | Raportați eroare |
| 65404.05.02 (Cod LMI: DB-II-a-A-17757)    | Mănăstirea Dealu de la Viforâta / ansamblu anonim (Categorie: construcție de cult) (Tip: Chilii) | sat Viforâta, comuna Aninoasa                 |                                     | 1495-1508                    |            |                                               | Încărcați imagine | Raportați eroare |
| 65404.05.03 (Cod LMI: DB-II-a-A-17757)    | Mănăstirea Dealu de la Viforâta / ansamblu anonim (Categorie: construcție de cult) (Tip: Turn) | sat Viforâta, comuna Aninoasa                 |                                     | 1495-1508                    |            |                                               | Încărcați imagine | Raportați eroare |
| 65404.05.04 (Cod LMI: DB-II-a-A-17757)    | Mănăstirea Dealu de la Viforâta / ansamblu anonim (Categorie: construcție de cult) (Tip: Clopotniță) | sat Viforâta, comuna Aninoasa                 |                                     | 1495-1508                    |            |                                               | Încărcați imagine | Raportați eroare |
| 65404.05.05 (Cod LMI: DB-II-a-A-17757)    | Mănăstirea Dealu de la Viforâta / ansamblu anonim (Categorie: construcție de cult) (Tip: Paraclis) | sat Viforâta, comuna Aninoasa                 |                                     | 1495-1508                    |            |                                               | Încărcați imagine | Raportați eroare |
| 66063.01.01                               | Sticlăria domnească de la Brănești - "Făgețelu" / ansamblu anonim (Categorie: construcție) (Tip: Sticlărie) | sat Vulcana-Pandele, comuna Vulcana-Pandele   | Făgețelu                            | sec. XVII                    |            |                                               | Încărcați imagine | Raportați eroare |
| 101895.03.01                              | Așezarea rurală medievală menționată ca siliștea satului Poiana Lungă / ansamblu anonim (Categorie: locuire civilă) (Tip: Așezare)                                                                                    | sat Vizurești, comuna Ciocănești              | Punct neprecizat                    | sec. XVI-XVII                |            |                                               | Încărcați imagine | Raportați eroare |
| 69072.01.01 (Cod LMI: DB-II-m-B-17734)    | Conacul Cantacuzino de la Valea Lungă - Cricov / ansamblu Conacul Cantacuzino (Categorie: construcție) (Tip: Conac)                                                                                                   | sat Valea Lungă-Cricov, comuna Valea Lungă    |                                     | ante 1760                    |            |                                               | Încărcați imagine | Raportați eroare |
| 69349.09.01 (Cod LMI: DB-II-m-A-17764)    | Biserica de lemn "Nașterea Maicii Domnului" de la Vișina / ansamblu Biserica de lemn "Nașterea Maicii Domnului" (Categorie: structură de cult/religioasă) (Tip: Biserică de lemn)                                     | sat Vișina, comuna Vișina                     |                                     | 1622                         |            |                                               | Încărcați imagine | Raportați eroare |
| 69535.02.01 (Cod LMI: DB-II-m-B-17765)    | Biserica "Sf. Voievozi", "Buna Vestire și Cuvioasa Paraschiva" - de la Voinești / ansamblu Biserica "Sf. Voievozi", "Buna Vestire și Cuvioasa Paraschiva" - (Categorie: structură de cult/religioasă) (Tip: Biserică) | sat Voinești, comuna Voinești                 |                                     | 1796                         |            |                                               | Încărcați imagine | Raportați eroare |
| 69269.06.01                               | Așezarea Glina de la Văcărești- La Suhat / ansamblu anonim (Categorie: locuire) (Tip: Așezare) | sat Văcărești, comuna Văcărești               | La Suhat                            | Glina                        |            |                                               | Încărcați imagine | Raportați eroare |
| 69312.04.01                               | Așezarea Dridu de la Văleni-Dâmbovița- La morminți / ansamblu anonim (Categorie: descoperire funerară) (Tip: necropola)                                                                                               | sat Văleni-Dâmbovița, comuna Văleni-Dâmbovița | La morminți                         | sec. XVI                     |            |                                               | Încărcați imagine | Raportați eroare |
| 69349.08.01                               | Necropola medievală de la Vișina- Heleșteu-Tufan / ansamblu anonim (Categorie: descoperire funerară) (Tip: necropola)                                                                                                 | sat Vișina, comuna Vișina                     | Heleșteu-Tufan                      |                              |            |                                               | Încărcați imagine | Raportați eroare |